# Deputati della XVIII legislatura del Regno d'Italia
Questo elenco riporta i nomi dei deputati della XVIII legislatura del Regno d'Italia.

## A
- Giulio Adamoli
- Achille Afan de Rivera
- Antonio Aggio
- Terenzio Agnetti
- Gregorio Agnini
- Francesco Aguglia
- Pietro Albertoni
- Carlo Altobelli
- Michele Amadei
- Francesco Ambrosoli
- Olindo Amore
- Roberto Andolfato
- Pietro Antonelli
- Ottavio Anzani
- Pietro Aprile Nicastro Hernandez Gravina
- Edoardo Arbib
- Giorgio Arcoleo
- Sante Argenti
- Bernardo Arnaboldi Gazzaniga

## B
- Guido Baccelli
- Nicola Badaloni
- Alfonso Badini Confalonieri
- Nicola Balenzano
- Oreste Baratieri
- Augusto Barazzuoli
- Luigi Barracco
- Salvatore Barzilai
- Gian Lorenzo Basetti
- Giuseppe Basini
- Giovacchino Bastogi
- Michelangelo Bastogi
- Luca Beltrami
- Giovanni Beltrani
- Agostino Berenini
- Giuseppe Berio
- Domenico Berti
- Lodovico Berti
- Pietro Bertolini
- Tomaso Bertollo
- Giovanni Bettolo
- Giuseppe Biancheri
- Emilio Bianchi
- Leonardo Bianchi
- Emilio Bocchialini
- Teodorico Bonacci
- Giuseppe Bonacossa
- Giuseppe Bonajuto Paternò Castello
- Pietro Bonanno
- Massimo Bonardi
- Adeodato Bonasi
- Ruggiero Bonghi
- Lelio Bonin Longare
- Carlo Borgatta
- Gaetano Borruso
- Luigi Borsarelli di Rifreddo
- Rosario Garibaldi Bosco
- Paolo Boselli
- Giovanni Bovio
- Giuseppe Bracci Testasecca
- Ascanio Branca
- Benedetto Brin
- Eugenio Brunetti
- Gaetano Brunetti
- Attilio Brunialti
- Adolfo Brunicardi
- Emilio Bufardeci
- Carlo Buttini

## C
- Giovanni Cadolini
- Onorato Caetani di Sermoneta
- Pietro Antonio Cafiero
- Ettore Calderara
- Clemente Caldesi
- Stefano Calpini
- Gaetano Calvi
- Biagio Camagna
- Pompeo Cambiasi
- Tommaso Cambray Digny
- Emilio Campi
- Antonio Campus Serra
- Giovanni Canegallo
- Luigi Canzi
- Antonio Cao Pinna
- Luigi Capaldo
- Pasquale Capilongo
- Antonio Capoduro
- Michele Capozzi
- Vincenzo Cappelleri
- Raffaele Cappelli
- Giuseppe Capruzzi
- Paolo Carcano
- Antonio Cardarelli
- Francesco Carenzi
- Giuseppe Carli
- Pietro Carmine
- Arturo Carpi
- Aniello Alberto Casale
- Severino Casana
- Pietro Casilli
- Alberto Castoldi
- Paolo Castorina
- Emilio Catapano
- Carlo Cavagnari
- Adolfo Cavalieri
- Filippo Cavallini
- Felice Cavallotti
- Antonio Cefaly
- Angelo Celli
- Alessandro Centurini
- Lodovico Ceriana Mayneri
- Carlo Cerruti
- Giuseppe Cerulli Irelli
- Felice Chiapusso
- Emidio Chiaradia
- Michele Chiesa
- Bruno Chimirri
- Luigi Chinaglia
- Giuseppe Chindamo
- Giampietro Chironi
- Ernesto Cianciolo
- Giacinto Cibrario
- Francesco Cimbali
- Benedetto Cirmeni
- Antonio Civelli
- Pasquale Clemente
- Paolo Clementini
- Francesco Cocco Ortu
- Francesco Cocito
- Federico Cocuzza
- Girolamo Coffari
- Federico Colajanni
- Napoleone Colajanni
- Raffaello Colarusso
- Girolamo Colombo Quattrofrati
- Giuseppe Colombo
- Gaspare Colosimo
- Pasquale Colpi
- Antonio Alfredo Comandini
- Giuseppe Comandù
- Jacopo Comin
- Gennaro Compagna
- Carlo Compans Di Brichanteau
- Luigi Contarini
- Emilio Conti
- Michele Coppino
- Raffaele Corsi
- Alessandro Costa
- Andrea Costa
- Settimio Costantini
- Secondo Cremonesi
- Francesco Crispi
- Luigi Cucchi
- Simone Cuccia
- Giovanni Curioni

## D
- Gaetano d'Agata
- Nicola d'Alife Gaetani
- Giuseppe d'Andrea
- Antonio d'Arco
- Pietro d'Ayala Valva
- Luchino Dal Verme
- Abele Damiani
- Edoardo Daneo
- Gualtiero Danieli
- Luigi Dari
- Mansueto De Amicis
- Vincenzo De Bernardis
- Giuseppe de Felice Giuffrida
- Michele De Gaglia
- Pietro De Giorgio
- Ippolito Onorio De Luca
- Paolo Anania De Luca
- Giacomo De Martino
- Vito Nicolò De Nicolò
- Vincenzo De Nittis
- Fedele De Novellis
- Luigi De Puppi
- Giuseppe De Riseis
- Luigi De Riseis
- Ottavio De Salvio
- Rocco De Zerbi
- Girolamo Del Balzo
- Giacomo Del Giudice
- Giovanni Della Rocca
- Pietro Delvecchio
- Giovanni Di Belgioioso (Quarto)
- Scipione Di Blasio
- Ernesto Di Broglio
- Donato Di Marzo
- Antonio Di Rudinì (Starrabba)
- Gennaro Di San Donato (Sambiase San Severino)
- Antonino Di San Giuliano Paternò Castello
- Ugo di Sant'Onofrio del Castillo
- Luigi Diligenti
- Giovanni Donadoni
- Carlo Donati

## E
- Augusto Elia
- Adolfo Engel
- Giuseppe Episcopo
- Paolo Ercole

## F
- Giovanni Facheris
- Luigi Facta
- Achille Fagioli
- Nicola Falconi
- Giovanni Faldella
- Cesare Fani
- Emilio Farina
- Nicola Farina
- Giuseppe Fasce
- Francesco Fede
- Ruggero Ferracciù
- Luigi Ferrari
- Maggiorino Ferraris
- Napoleone Ferraris
- Enrico Ferri
- Paolo Figlia
- Quirico Filopanti
- Ignazio Filì Astolfone
- Camillo Finocchiaro Aprile
- Carlo Fisogni
- Vincenzo Flauti
- Filippo Florena
- Alessandro Fortis
- Giustino Fortunato
- Lorenzo Franceschini
- Leopoldo Franchetti
- Giuseppe Frascara
- Secondo Frola
- Lodovico Fulci
- Nicolò Fulci
- Ludovico Fusco
- Guido Fusinato

## G
- Bassano Gabba
- Antonio Gaetani Di Laurenzana
- Luigi Domenico Galeazzi
- Tancredi Galimberti
- Luigi Gallavresi
- Arturo Galletti Di Cadilhac
- Carlo Gallini
- Roberto Galli
- Nicolò Gallo
- Giuseppe Gallotti
- Pietro Gamba Ghiselli
- Filippo Garavetti
- Menotti Garibaldi
- Francesco Gasco
- Stefano Gatti Casazza
- Lodovico Gavazzi
- Francesco Genala
- Eutimio Ghigi
- Giuseppe Giacomelli
- Angiolo Giambastiani
- Bartolomeo Gianolio
- Emanuele Gianturco
- Carlo Ginori Lisci
- Giovanni Giolitti
- Giuseppe Giordano Apostoli
- Ernesto Giordano
- Giorgio Giorgini Diana
- Raffaello Giovagnoli
- Edoardo Giovanelli
- Francesco Girardi
- Giuseppe Girardini
- Girolamo Giusso
- Carlo Gorio
- Domenico Grandi
- Pietro Graziadio
- Bernardino Grimaldi
- Pasquale Grippo
- Federigo Grossi
- Luigi Guelpa
- Cornelio Guerci
- Francesco Guicciardini
- Antonio Guj

## I
- Matteo Renato Imbriani Poerio

## L
- Benedetto La Vaccara Giusti
- Pietro Lacava
- Primo Lagasi
- Ignazio Lampiasi
- Pietro Lanza di Trabia
- Giuseppe Lanzara
- Stefano Carlo Lausetti
- Giuseppe Lazzaro
- Pietro Leali
- Francesco Lefebvre Di Balsorano
- Almerico Lentini
- Ulderico Levi
- Giuseppe Licata
- Francesco Lo Re
- Nicola Lo Re
- Carlo Lochis
- Vincenzo Edoardo Lojodice
- Augusto Lorenzini
- Francesco Lovito
- Piero Lucca
- Salvatore Lucca
- Luigi Lucchini
- Luciano Luciani
- Alfonso Lucifero
- Cesare Lugli
- Pietro Luporini
- Ippolito Luzzati
- Luigi Luzzatti
- Attilio Luzzatto
- Riccardo Luzzatto

## M
- Giacomo Maffei
- Giuseppe Manfredi
- Rodolfo Manganaro
- Achille Mapelli
- Annibale Marazio Di Santa Maria Bagnolo
- Fortunato Marazzi
- Giuseppe Marcora
- Luigi Mariani
- Giovanni Marinelli
- Ruggero Mariotti
- Ignazio Marsengo Bastia
- Ferdinando Martini
- Giovanni Martini
- Giacomo Martorelli
- Gaetano Marzotto
- Tullo Masi
- Francesco Paolo Materi
- Giuseppe Matteini
- Eugenio Maury di Morancez
- Michele Mazzella
- Bartolomeo Mazzino
- Matteo Mazziotti
- Francesco Meardi
- Ferdinando Mecacci
- Isidoro Mel
- Ferruccio Mercanti
- Luigi Merello
- Alberto Merlani
- Giuseppe Merzario
- Giovanni Mestica
- Giuseppe Mezzacapo
- Camillo Mezzanotte
- Luigi Alfonso Miceli
- Marco Miniscalchi Erizzo
- Nicola Miraglia
- Pietro Mirto Seggio
- Stanislao Mocenni
- Alessandro Modestino
- Francesco Montagna
- Vincenzo Montenovesi
- Franco Monticelli
- Gustavo Monti
- Antonio Mordini
- Gismondo Morelli Gualtierotti
- Enrico Morelli
- Enrico Costantino Morin
- Pasquale Murmura
- Giuseppe Mussi

## N
- Alessandro Narducci
- Nunzio Nasi
- Filippo Nicastro Ventura
- Ippolito Niccolini
- Paolo Nicolosi
- Giovanni Nicotera
- Gustavo Nigra
- Pietro Nocito

## O
- Baldassarre Odescalchi
- Augusto Ollolina
- Salvatore Omodei Ruiz
- Francesco Orsini Baroni
- Giuseppe Ostini
- Edoardo Ottavi

## P
- Francesco Pace
- Francesco Pais Serra
- Tommaso Palamenghi Crispi
- Romualdo Palberti
- Luigi Palestini
- Raffaele Palizzolo
- Carlo Italo Panattoni
- Beniamino Pandolfi Guttadauro
- Mario Panizza
- Pietro Pansini
- Gaetano Paolucci
- Angelo Papadopoli
- Ulisse Papa
- Francesco Parona
- Salvatore Parpaglia
- Ernesto Pasquali
- Alceo Pastore
- Carmelo Patamia
- Alessandro Paternostro
- Angelo Pavia
- Giuseppe Pavoncelli
- Clemente Pellegrini
- Silvio Pellerano
- Luigi Girolamo Pelloux
- Oreste Pennati
- Arturo Perrone di San Martino
- Giovanni Petrini
- Francesco Petronio
- Giulio Peyrot
- Erasmo Piaggio
- Silvestro Picardi
- Alberto Piccaroli
- Vincenzo Piccolo Cupani
- Rodolfo Pierotti
- Alfonso Pignatelli
- Emilio Pinchia
- Felice Piovene
- Giacomo Pisani
- Pasquale Placido
- Giovanni Poli
- Giovanni Antonio Poli
- Giuseppe Polti
- Guido Pompilj
- Ettore Ponti
- Niccolò Antonio Pottino
- Domenico Pozzi
- Marco Pozzo
- Camillo Prampolini
- Giulio Prinetti Di Merate
- Giuseppe Alberto Pugliese
- Giacinto Pullino
- Leopoldo Pullè

## Q
- Giovanni Quarena
- Niccolò Quartieri
- Angelo Quintieri

## R
- Ercole Radice
- Edilio Raggio
- Roberto Rampoldi
- Carlo Randaccio
- Ercole Ranzi
- Luigi Rava
- Giuseppe Reale
- Annibale Riboni
- Paolo Ricci
- Carlo Ridolfi
- Antonio Rinaldi
- Enrico Riola
- Vincenzo Riolo
- Carlo Rizzetti
- Valentino Rizzo
- Marco Rocco
- Leone Romanin Jacur
- Antonio Roncalli
- Scipione Ronchetti
- Pietro Rosano
- Roberto Rospigliosi
- Giuseppe Rossi Milano
- Luigi Rossi
- Rodolfo Rossi
- Luigi Roux
- Giulio Rubini
- Ferdinando Ruffo
- Ernesto Ruggieri Buzzaglia
- Giuseppe Ruggieri

## S
- Gualtiero Sacchetti
- Ettore Sacchi
- Giuseppe Sacconi
- Antonio Salandra
- Giuseppe Salemi Oddo
- Adolfo Sanguinetti
- Giacomo Sani
- Severino Sani
- Alberto Sanvitale
- Vincenzo Saporito
- Rocco Scaglione
- Enrico Scalini
- Augusto Scaramella Manetti
- Gaetano Schiratti
- Domenico Sciacca Della Scala
- Andrea Scotti
- Federico Seismit Doda
- Tommaso Senise
- Ottavio Serena
- Gregorio Vincenzo Serrao
- Umberto Serristori Tozzoni
- Giovanni Severi
- Provvido Siliprandi
- Rodolfo Silvani
- Giulio Silvestri
- Luigi Simeoni
- Ranieri Simonelli
- Luigi Simonetti
- Paolo Emilio Sineo
- Ettore Socci
- Corrado Sofia
- Andrea Sola Cabiati
- Giuseppe Solimbergo
- Giovanni Maria Solinas Apostoli
- Sidney Costantino Sonnino
- Pietro Sormani
- Tommaso Sorrentino
- Angelo Sperti
- Beniamino Spirito
- Francesco Spirito
- Baldassarre Squitti
- Enrico Stelluti Scala
- Gianforte Suardi
- Alessio Suardo

## T
- Giovanni Tabacchi
- Diego Tajani
- Roberto Talamo
- Giuseppe Tasca Lanza
- Sebastiano Tecchio
- Ignazio Testasecca
- Lorenzo Tiepolo
- Tommaso Tittoni
- Antonio Giovanni Toaldi
- Nicola Tondi
- Bernardo Torelli
- Stanislao Torlonia
- Rinaldo Tornielli di Borgo Lavezzaro
- Michele Torraca
- Filippo Torrigiani Guadagni
- Pietro Tortarolo
- Gian Tommaso Tozzi
- Francesco Tozzoli
- Alberto Treves de Bonfili
- Vincenzo Trigona di Canicarao
- Francesco Trinchera
- Francesco Tripepi
- Pietro Paolo Trompeo
- Giorgio Turbiglio
- Sebastiano Turbiglio

## U
- Errico Ungaro

## V
- Giuseppe Vaccaj
- Pietro Vacchelli
- Angelo Valle
- Gregorio Valle
- Eugenio Valli
- Alfonso Vastarini Cresi
- Gino Vendemini
- Francesco Vendramini
- Michele Verzillo
- Augusto Vienna
- Tommaso Villa
- Nicola Vischi
- Alfonso Visocchi
- Tommaso Vitale
- Francesco Vizioli
- Roberto Vollaro De Lieto

## W
- Giuseppe Weil Weiss
- Leone Wollemborg

## Z
- Egisto Zabeo
- Domenico Zainy Vigliena Montespin
- Giuseppe Zanardelli
- Luigi Zappi Ceroni
- Smeraldo Zecca
- Domenico Zeppa
- Camillo Zizzi
- Giovanni Zucconi